# 蟠龙镇 (德阳市)
蟠龙镇，是中华人民共和国四川省德阳市罗江区下曾存在的乡镇级行政单位。2019年11月撤销，其所属行政区域划归白马关镇管辖。

## 行政区划
蟠龙镇撤销前下辖以下地区：
场镇社区、合圣村、盐井村、宝峰村、海棠村、印台村、小鞍村、文昌村和太三村。